# EMD F69PHAC
De EMD F69PHAC is een diesellocomotief, die werd gebouwd in een joint-venture tussen Electro-Motive Diesel en Siemens. De locomotief werd ontwikkeld om AC locomotief technologie te testen. Van deze locomotief werden slechts twee exemplaren gebouwd. De locomotief gebruikt dezelfde locomotiefkast als de EMD F40PHM-2. De locomotieven werden in 1989 gebouwd voor het United States Department of Transportation. In 1990 werden ze uitgeleend aan Amtrak.
Momenteel zijn de locomotieven ontdaan van allerlei onderdelen.